# Caunes-Minervois
Caunes-Minervois é uma comuna francesa na região administrativa de Occitânia, no departamento de Aude. Estende-se por uma área de 27,84 km². Em 2010 a comuna tinha 1 671 habitantes (densidade: 60 hab./km²).